# Sudurpashchim (province)
Sudurpashchim Pradesh (en népalais : सुदूरपश्चिम प्रदेश) est l'une des sept provinces du Népal.
L'échelon administratif de la province est introduit par la constitution népalaise de 2015, chacune d'entre elles ayant sa propre assemblée et son gouvernement provincial.
Elle fut nommée provisoirement Province no 7 avant que la nouvelle assemblée une fois élue n'adopte en septembre 2018 son nom actuel, Sudurpashchim signifiant Extrême-Ouest. La province reprend intégralement le contour de l'ancienne région de développement Extrême-Ouest.
Sa capitale est Godawari. Les trois plus grandes villes en termes de population et d'économie sont Dhangadhi, Bhimdutta (Mahendranagar) et Tikapur.

## Histoire
Historiquement, la région qui constitue aujourd'hui Sudurpashchim Pradesh était connue sous le nom de Doti. Après l'origine des Raikas de Katyuris à Doti, toute la terre entre la Ramganga à l'ouest (Uttarakhand) et la Karnali à l'est est passée sous leur contrôle. Au XVIe siècle, pendant la période du règne d'Akbar, les Moghols ont attaqué les Raikas de Doti.

## Géographie et climat
Sudurpashchim Pradesh est située dans l'extrême ouest du Népal. Elle borde la région autonome du Tibet (Chine) au nord, les provinces de Karnali et de Lumbini à l'est, et les États indiens d'Uttarakhand et d'Uttar Pradesh à l'ouest et au sud respectivement. La province couvre une superficie de 19 999,28 km², soit environ 13,55 % de la superficie totale du pays.
Le terrain de la province est varié, comprenant des régions montagneuses (40,60 %), des collines (34,54 %) et des plaines du Teraï (24,86 %). Deux districts (Kailali et Kanchanpur) sont situés dans la région du Teraï, quatre (Doti, Dadeldhura, Achham et Baitadi) dans la région des collines et trois (Darchula, Bajhang et Bajura) dans la région himalayenne.
Les principaux fleuves qui traversent la province sont la Karnali à l'est, la Seti au centre et la Mahakali à l'ouest. Les sommets importants incluent le Mont Api (7 132 m), le Mont Saipal (7 025 m), le Bobaye (6 808 m), le Nampa (6 755 m), l'Om Parvat (5 590 m) et le Jethi Bahurani (6 850 m).

## Organisation administrative
La province comprend 9 districts :
- Baitadi
- Dadeldhura
- Darchula
- Kanchanpur
- Achham
- Bajhang
- Bajura
- Doti
- Kailali

Ces districts sont administrés par un Comité de coordination de district et un responsable de l'administration de district. Ils sont ensuite divisés en municipalités ou municipalités rurales. La province compte 54 municipalités rurales.

## Démographie
La population de la province s'élève à 2 552 517 habitants, soit 9,63 % de la population totale du Népal. La densité de population est d'environ 130 personnes par kilomètre carré. Le taux de croissance démographique est de 1,53 %.
Les Khas/Chhetri constituent le plus grand groupe indigène, représentant 44,09 % de la population. Les Tharu sont le deuxième groupe le plus important avec 17,15 %. Les autres groupes Khas, notamment les Brahmanes des collines, les Kami, les Thakuri, les Damai, les Sarki, les Lohar et les Sanyasi, représentent respectivement 11,90 %, 7,22 %, 4,40 %, 2,56 %, 1,67 %, 1,17 % et 1,01 % de la population.

## Économie
L'objectif du gouvernement provincial est d'atteindre l'autosuffisance économique et la prospérité en allouant efficacement les ressources économiques et financières. La mission est d'améliorer le niveau de vie de la population en réduisant la pauvreté et les déséquilibres économiques, en générant suffisamment de capital et en créant des emplois grâce à une mobilisation et une gestion efficaces des finances publiques. L'agriculture et l'élevage sont des activités économiques importantes dans la région. Le tourisme joue également un rôle croissant dans l'économie de la province.

## Culture
La province possède un riche patrimoine culturel et historique. Les Raikas de Doti ont une longue histoire de guerres contre les Moghols de l'Inde et d'autres royaumes. La région abrite de nombreux temples sacrés tels que le temple de Badimalika, le Khaptad Baba Mandir, le Ram Mandir et le Kada Devisthan Mandir.

## Gouvernement et administration
Le gouverneur actuel est Ganga Prasad Yadav, le ministre en chef est Kamal Bahadur Shah et le juge en chef est Yagya Prasad Basyal. La province compte 53 circonscriptions pour l'assemblée provinciale et 16 circonscriptions pour la Chambre des représentants.

## Tourisme
Sudurpashchim Pradesh offre une diversité d'attractions touristiques, allant de la beauté naturelle aux sites religieux. Parmi les sites touristiques notables, on trouve :
- Parc national de Khaptad : Connu pour ses collines ondulantes, ses forêts luxuriantes et sa biodiversité riche. C'est un site spirituel important avec l'ashram de Khaptad Baba[5].
- Parc national de Shuklaphanta : Célèbre pour ses vastes prairies et sa faune variée, notamment les cerfs des marais, les éléphants et les tigres[5].
- Lac de Ghodaghodi : Le plus grand lac de la province, idéal pour l'observation des oiseaux[5].
- Zone de Ramaroshan : Une région pittoresque avec 12 lacs et 18 prairies dans le district d'Achham[5].
- Badimalika : Un site sacré offrant des paysages magnifiques qui changent selon les saisons[5].
- Aire de conservation d'Api Nampa : Une zone préservée offrant des paysages alpins intacts et des opportunités de trekking[5].
- Mont Saipal : Un sommet difficile pour les alpinistes et les randonneurs aventureux[5].
- Surma Sarovar : Un lac sacré situé à haute altitude, offrant un trekking stimulant[5].